# Heilige Geestkerk (Heerenveen)

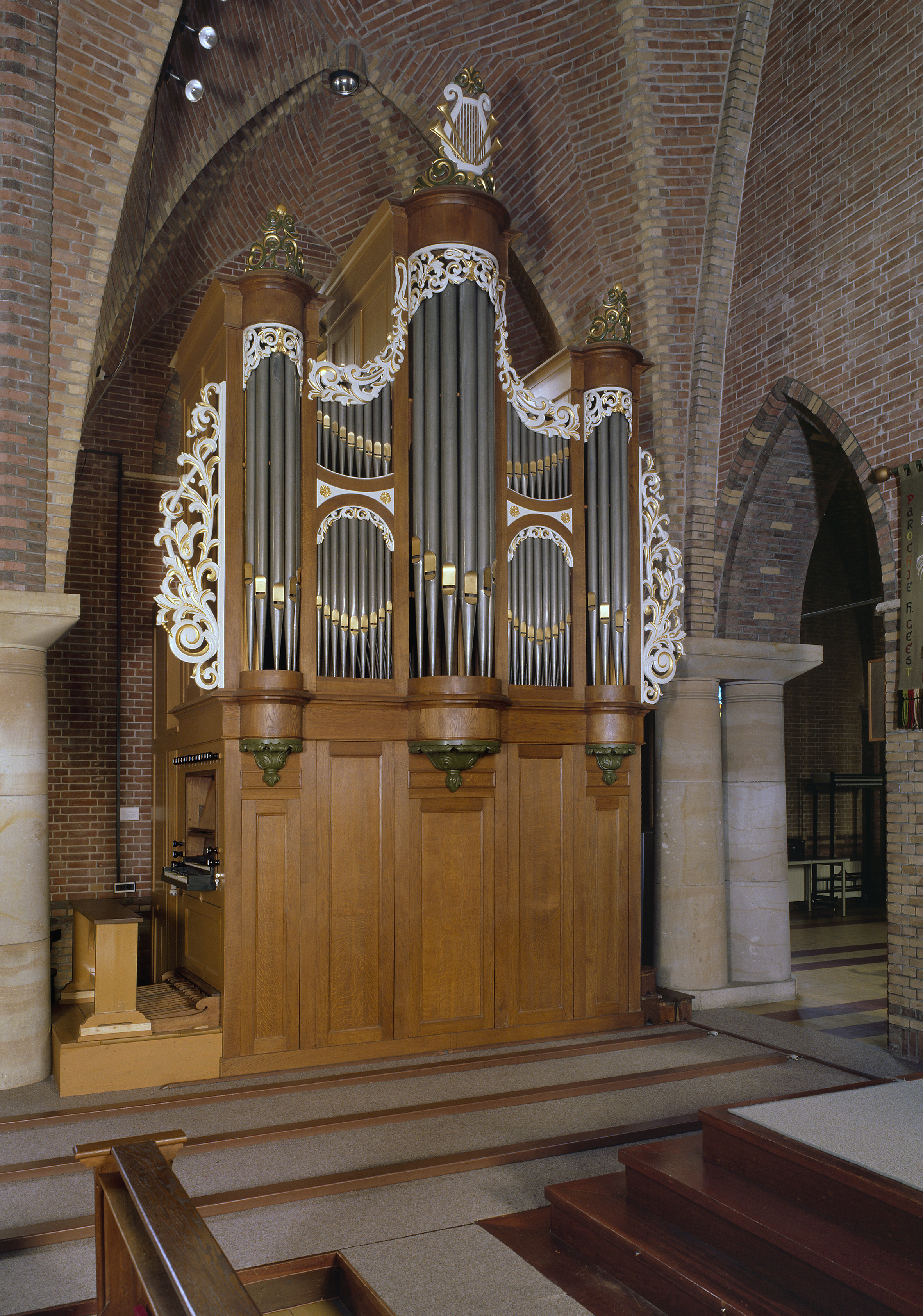
Orgel
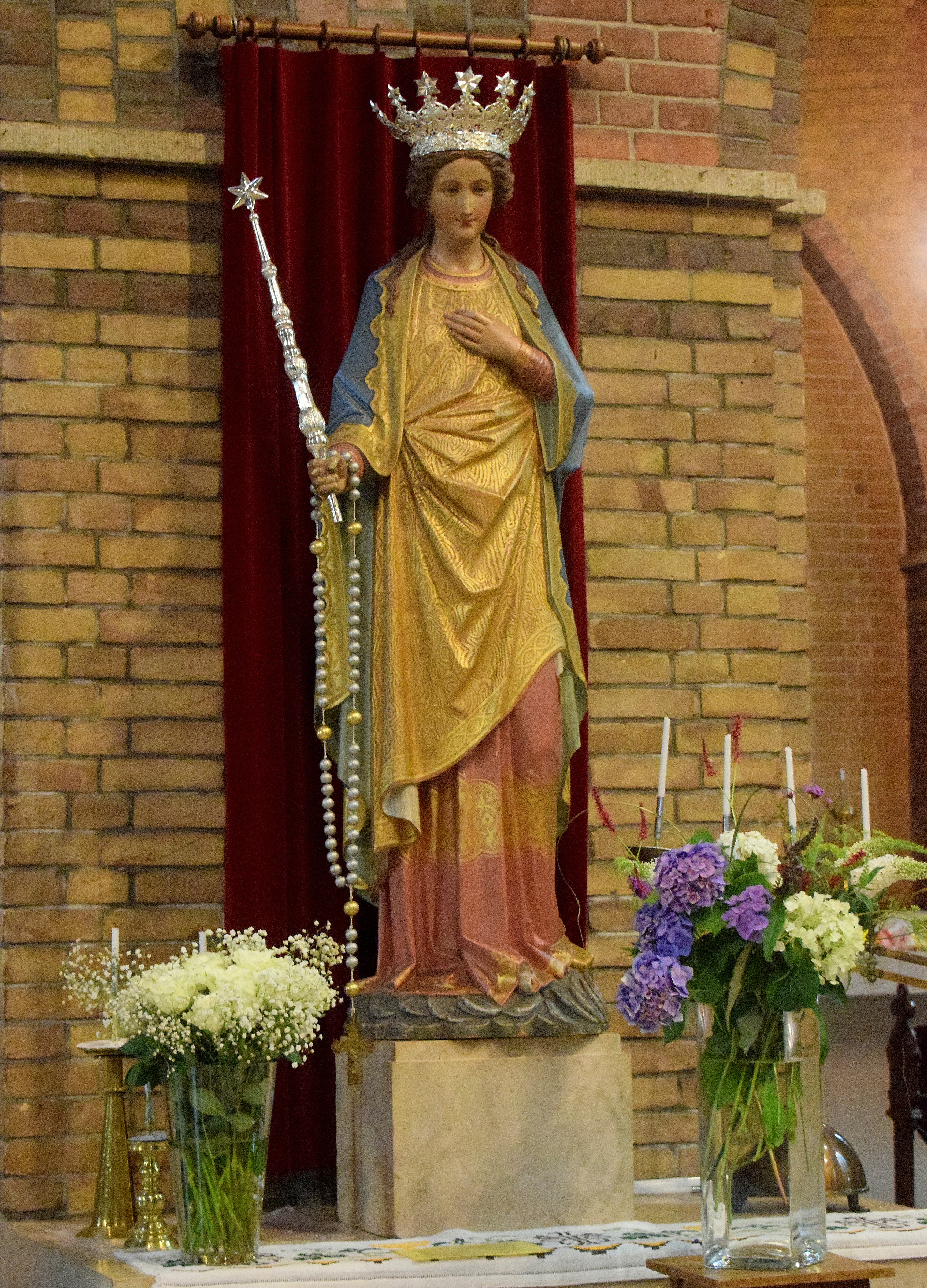
Mariabeeld

De Heilige Geestkerk is de rooms-katholieke parochiekerk van de Heilige Geest in Heerenveen.
De huidige R.K. kerk, de vierde, werd in het centrum gebouwd circa 50 meter ten westen van Crackstate. Het ontwerp is van architect H.C.M. van Beers en is in traditionalistische stijl. De driebeukige kerk kwam in 1933 gereed. Het gebouw heeft een vieringtoren met een kleine spits en een toren, waarin zich drie klokken bevinden, met een hoge spits. Ook de aan de kerk verbonden doopkapel heeft een spits. De kansel komt uit het atelier van de beeldhouwer Friedrich Wilhelm Mengelberg. Het orgel uit 1867 is gemaakt door Adema. Het is een rijksmonument.
De geschiedenis van de R.K. parochie in Heerenveen begon in 1636. De groei van de gemeente had tot gevolg dat men grotere kerken moest bouwen. In 1842 werd het derde gebouw, naast Oenemastate, in gebruik genomen. Deze kerk bleef in gebruik tot 1933, maar werd later gesloopt. 
Sinds 2014 vormen de gemeenschappen van Heerenveen, Wolvega, Steggerda en Frederiksoord de HH. Petrus en Paulus parochie.

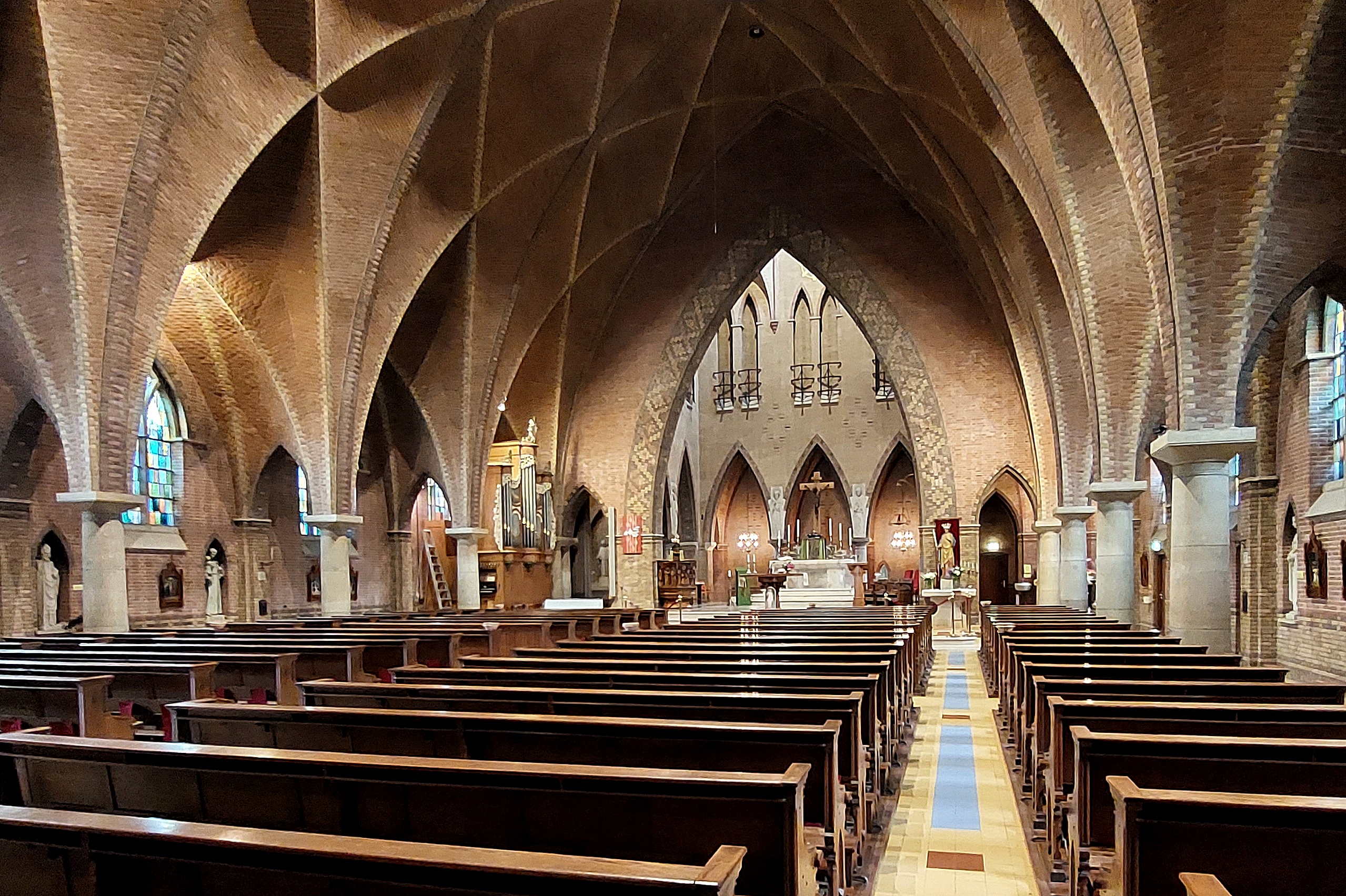
Interieur (2023)
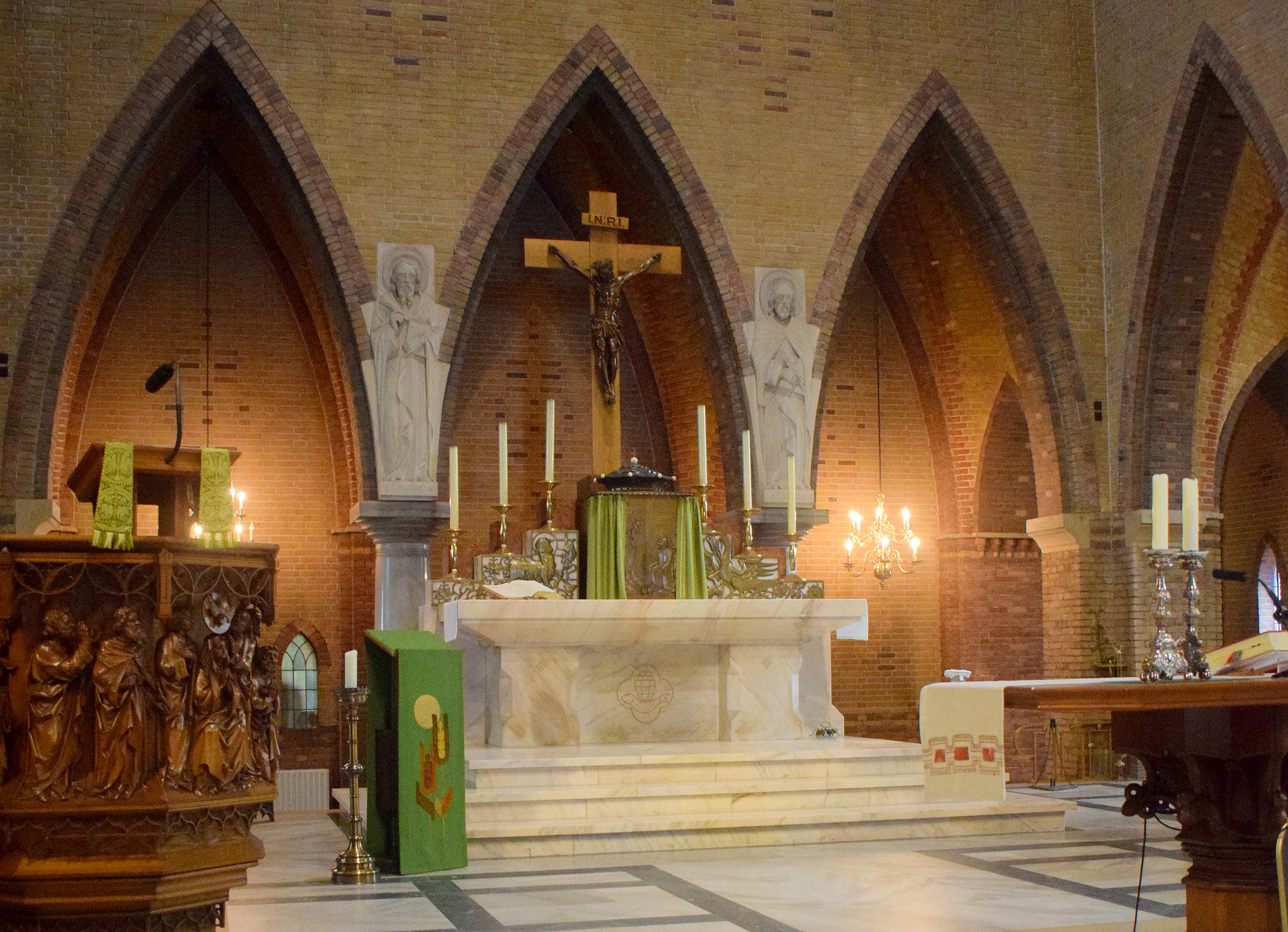
Hoogaltaar

- Orgel
- Mariabeeld